# William Coolidge
William David Coolidge (23. října 1873 – 3. února 1975) byl americký fyzik a inženýr, jehož specializací bylo rentgenové záření a rentgenové přístroje. Byl ředitelem výzkumných laboratoří General Electric.  Je také známý pro vývoj kujného wolframu což bylo důležité pro výrobu žárovek.

## Raná léta
Narodil se nedaleko města Hudson, ve státě Massachusetts. V letech 1891–1896 studoval elektrotechniku na Massachusettském technologickém institutu. Po dokončení studia strávil rok jako laboratorní asistent a poté odjel do Německa, kde na Lipské univerzitě získal doktorát. V letech 1899–1905 pracoval jako výzkumný asistent u Arthura Noyese na katedře chemie na Massachusettském technologickém institutu.

## Kujný wolfram
V roce 1905 odešel Coolidge pracovat do nové výzkumné laboratoře General Electric. Zde prováděl experimenty s wolframem, které vedly k tomu, že se začal používat jako vlákno do žárovek. Vyvinul kujný wolfram, který by mohl být snadněji natažen do vláken. Tento typ wolframu vyrobil čištěním oxidu wolframu. V roce 1911 uvedla společnost General Electric na trh lampy s novým typem žárovek obsahující vlákna wolframu. To se brzy stalo důležitým zdrojem příjmů pro General Electric. Coolidge žádal v roce 1913 o patent pro tento postup, nicméně roku 1928 soud rozhodl, že jeho patent není platný. 

## Zlepšení rentgenové trubice
V roce 1913 vynalezl Coolidgeovu trubici, jedná se o rentgenovou trubici se zlepšenou katodou pro použití v rentgenových přístrojích, které umožňovaly lepší zobrazení nádorů. Coolidgeova trubice, která rovněž využívá wolframové vlákno, byla hlavním nástrojem tehdy se rychle rozvíjejícího oboru radiologie. Základní provedení tohoto přístroje je stále využíváno. Tento vynález si nechal patentovat roku 1913, patent obdržel roku 1916. Vynalezl také první rotující anodovou rentgenovou trubici.

## Pozdější kariéra
Coolidge se stal ředitelem laboratoře General Electric v roce 1932, v roce 1940 potom viceprezidentem společnosti, kterým zůstal až do odchodu do penze v roce 1944. I poté ale zůstal konzultantem firmy.